# James Ramsden (Politiker)
James Edward Ramsden PC (* 1. November 1923 in Liverpool; † 29. März 2020) war ein britischer Politiker der Conservative Party, der fast 20 Jahre lang den Wahlkreis Harrogate als Abgeordneter im House of Commons vertrat und zwischen 1963 und 1964 letzter britischer Kriegsminister (Secretary of State for War) war.

## Leben

### Herkunft, Studium und Unterhausabgeordneter
Ramsdens Vater war der mit einem Military Cross ausgezeichnete Hauptmann Edward Ramsden. Sein Onkel väterlicherseits war George Taylor Ramsden, der von 1918 bis 1922 für die Coalition Unionist Party den Wahlkreis Elland im Unterhaus vertrat, während sein Onkel mütterlicherseits, Murrough John Wilson, von 1918 bis 1929 für die Unionist Party als Vertreter des Wahlkreises Richmond/Yorkshire Abgeordneter des Unterhauses war.
Er absolvierte nach dem Besuch des renommierten Eton College ein Studium am Trinity College der University of Oxford und leistete während des Zweiten Weltkrieges seinen Militärdienst.
Bei den Unterhauswahlen vom 23. Februar 1950 sowie vom 25. Oktober 1951 kandidierte er jeweils erfolglos für die Conservative Party im Wahlkreis Dewsbury für ein Abgeordnetenmandat im Unterhaus, unterlag jedoch dem Wahlkreisinhaber der Labour Party, William Paling.
Nach dem freiwilligen Mandatsverzicht von Christopher York wurde Ramsden am 11. März 1954 bei einer Nachwahl (By-election) im Wahlkreis Harrogate erstmals zum Abgeordneten des House of Commons gewählt und konnte sich dabei mit 20.263 Stimmen gegen seinen Gegenkandidaten von der Labour Party, E. Kavanagh, durchsetzen, auf den lediglich 8.367 Wählerstimmen entfielen. Er vertrat die Interessen des Wahlkreises Harrogate fast 20 Jahre lang bis zu seinem Verzicht auf eine erneute Kandidatur bei den Unterhauswahlen am 28. Februar 1974.

### Juniorminister und Kriegsminister
Während der Regierungszeit von Premierminister Harold Macmillan übernahm er verschiedene Funktionen im Kriegsministerium (War Office) war und wurde zunächst 1959 Parlamentarischer Privatsekretär von Kriegsminister Christopher Soames sowie anschließend von 1960 als Nachfolger von Hugh Fraser bis zu seiner Ablösung durch Peter Michael Kirk 1963 Parlamentarischer Unterstaatssekretär und Finanzsekretär im Kriegsministerium (Under-Secretary of State and Financial Secretary for War). 1963 erfolgte auch seine Ernennung zum Privy Counsellor (PC).
Am 21. Oktober 1963 ernannte ihn Macmillans Nachfolger als Premierminister, Alec Douglas-Home, als Nachfolger von Joseph Godber zum Kriegsminister (Secretary of State for War). Dieses Amt bekleidete er bis zur Zusammenlegung der drei bisher eigenständigen Posten von Kriegsminister, Erster Lord der Admiralität und Luftfahrtminister zum Verteidigungsminister am 1. April 1963. In diesem neu entstandenen Verteidigungsministerium fungierte er vom 1. April 1964 bis zum Ende der Amtszeit von Douglas-Home aufgrund der Wahlniederlage der konservativen Tories bei den Unterhauswahlen vom 15. Oktober 1964 als Staatsminister für das Heer (Minister of State for the Army). 
Aus der 1949 mit Juliet Barbara Anna Ponsonby geschlossenen Ehe gingen drei Söhne sowie zwei Töchter hervor.